# Талый Ключ (Алтайский край)
Талый Ключ — посёлок в Краснощёковском районе Алтайского края. Входит в состав Чинетинского сельсовета.

## История
Основан в 1923 г. В 1928 г. посёлок Животноводка состоял из 15 хозяйств, основное население — русские. В административном отношении входил в состав Чинетинского сельсовета Колыванского района Рубцовского округа Сибирского края..

## Население
| 1926 | 1997 | 1998 | 1999 | 2000 | 2001 |
| ---- | ---- | ---- | ---- | ---- | ---- |
| 103  | ↘9   | ↘7   | ↘4   | →4   | →4   |
| 2002 | 2003 | 2004 | 2005 | 2006 | 2007 |
| →4   | →4   | ↘3   | →3   | ↘1   | →1   |
| 2008 | 2009 | 2010 | 2011 | 2012 | 2013 |
| →1   | ↗4   | ↘0   | ↗2   | ↗4   | ↘3   |

Национальный состав
Согласно результатам переписи 2002 года, в национальной структуре населения русские составляли 100 %.